# Aurora (Kansas)
Aurora é uma cidade localizada no estado americano de Kansas, no Condado de Cloud.

## Demografia
Segundo o censo americano de 2000, a sua população era de 79 habitantes. 
Em 2006, foi estimada uma população de 76, um decréscimo de 3 (-3.8%).

## Geografia
De acordo com o United States Census Bureau tem uma área de 
0,3 km², dos quais 0,3 km² cobertos por terra e 0,0 km² cobertos por água. Aurora localiza-se a aproximadamente 450 m acima do nível do mar.

## Localidades na vizinhança
O diagrama seguinte representa as localidades num raio de 28 km ao redor de Aurora. 